# Попов, Любен
Любен Стоянов Попов (болг. Любен Стоянов Попов, род. 28 января 1936, Пазарджик, Болгария) — болгарский шахматист; международный мастер (1965), тренер.
В 1959 году был участником студенческой команды Болгарии (Падевский, Трингов, Попов, Димитров, Радев), которая стала чемпионом мира.
Чемпион Болгарии по шахматам 1970 года. Принимал участие в 24 личных первенствах (национальный рекорд), 45 командных первенствах (12 золотых, 16 серебряных и 11 бронзовых медалей). Участник первого Кубка европейских клубов (1979).
Постоянный тренер шахматного клуба «Локомотив» (Пловдив). Среди учеников — Маргарита Войска, Иван Чепаринов.
В составе национальной сборной участник Шахматных олимпиад: 1962—1966, 1970, 1974, 1980—1982, чемпионатов Европы (1970, 1977, 1980).

## Изменения рейтинга
| Графики недоступны из-за технических проблем. См. информацию на Фабрикаторе и на mediawiki.org. |